# 室矢芳隆
室矢 芳隆（むろや よしたか、1930年4月6日 - 2019年3月23日）は、日本の中距離走選手。石川県羽咋郡中甘田村（現・志賀町）出身。

## 経歴
塩田を営む室矢家の7人兄弟の次男として出生する。幼少より塩田の仕事の手伝いや船の櫓漕ぎ、素潜りでの貝採りなどで足腰を鍛えた。時代が軍国主義に向かう中で室矢も旧制中学校の半ばで志願兵となった。実際に戦地へ送られることなく終戦を迎え、新制石川県立羽咋高等学校の1回生として復学した。羽咋高では1932年ロサンゼルスオリンピックに出場した広橋百合子より陸上競技の指導を受けた。元々走ることに自信を持っていた室矢は旧制中学最後の大会となる1947年（昭和22年）の全国中学陸上に800mで出場、2位に入賞した。しかし「羽咋」の地名を知らない大会役員は中学名を「はさく」と誤読した上、訂正を申し入れた室矢に「こんな（咋）漢字があるものか」と言い放った。この悔しさを胸に、羽咋の名を全国区にしようと発奮、1948年（昭和23年）の全国高等学校陸上競技大会（インターハイ）で800mを制した。高校卒業時には、恩師の広橋からロサンゼルスオリンピックで着ていた赤いセーターを贈られた。
羽咋高卒業後は中央大学へ進学し、東京箱根間往復大学駅伝競走で2度区間賞を獲得した。大学時代はアルバイトに多くの時間を割かれ、不足する練習を早朝ジョギング（5,000 - 10,000m）や学生寮での腕振り1,000回などで補った。
1952年ヘルシンキオリンピックと1956年メルボルンオリンピックに出場した。メルボルンオリンピック800mでは、アジア人初の準決勝進出を果たした。予選には室矢より4 - 5秒もタイムの良い選手が4人いたが、彼らを「風よけ」にして勝利を収めた。また両大会では4×400mリレーのアンカーを任され、西田修平の測定したラップタイムで46秒台という好走を見せた。
実業団の名門チームである八幡製鉄（現在の日本製鉄）陸上部に入部。当時の実業団は通常勤務が当たり前という風潮があったが、八幡製鉄は週1回午後を練習に充てることができたため、恵まれた環境であった。全日本実業団対抗陸上競技選手権大会において、男子800m競技で通算5勝。日本陸上競技選手権大会では、男子800m競技で通算3勝、男子1500m競技で通算2勝を果たす。800mと1500mではどちらも日本新記録を樹立し、特に1500mは盲腸の手術明けからわずか1週間後に打ち立てたものであった。
趣味はゴルフで、1990年には日本シニアゴルフ選手権競技（現・日本シニアオープンゴルフ選手権競技）に出場し、53位という成績を残している。2008年10月24日、母校の羽咋高校に招待され、記念講演と校内マラソンのスターターを務めた。
2019年（平成31年）3月23日、病没。享年88。晩年は千葉市に居住していた。